# Thân não
Thân não hay cuống não (tiếng Anh: Brainstem) là phần não nối liền tiểu não với tủy sống. Ở não người, thân não được cấu thành từ ba bộ phận là não giữa, cầu não và hành não. Phần não giữa nối liền với đồi thị của não trung gian thông qua khía lều,:152 và đôi khi não trung gian được gộp với thân não.
Thân não cung cấp sự phân bổ thần kinh vận động và cảm giác chính tới mặt và cổ thông qua các dây thần kinh sọ. Trong số mười hai cặp dây thần kinh sọ, mười cặp đến từ thân não. Thân não là một phần cực kỳ quan trọng của não vì những mối nối thần kinh của hệ thống giác quan và vận động từ các phần chính của não đi tới phần còn lại của cơ thể phải đi qua thân não. Những đường dẫn truyền đó bao gồm bó gai-vỏ não (chức năng vận động), bó cột sau (xúc giác phân biệt, cảm giác rung, và nhận cảm cơ thể), và bó gai-đồi bên (cảm giác đau, cảm giác nhiệt, ngứa và xúc giác bất phân biệt).
Thân não cũng đóng một vai trò quan trọng trong việc điều tiết các chức năng tim và hô hấp. Nó cũng điều tiết hệ thần kinh trung ương, và là bộ phận then chốt trong việc duy trì ý thức và điều hòa chu kỳ ngủ. Thân não có nhiều chức năng cơ bản như nhịp tim, hít thở, ngủ và ăn.
Màng mềm là cấu trúc bọc sát mặt ngoài thân não.

## Cung cấp máu
Nguồn cung cấp máu chính cho thân não thì tới từ động mạch đáy và động mạch đốt sống.